# Fryderyk Skrzypiec
Fryderyk Skrzypiec (ur. 1 maja 1920 w Hajdukach Wielkich, zm. 1945) – polski piłkarz występujący na pozycji pomocnika.
Skrzypiec karierę piłkarską rozpoczął w 1935 roku w drużynie juniorów Ruchu Chorzów. W 1938 roku został włączony do zespołu seniorów, występującego wówczas w I lidze. W barwach „Niebieskich” zadebiutował 21 sierpnia w wygranym 3:1 meczu z Pogonią Lwów. Skrzypiec wywalczył z „Niebieskimi” w sezonie 1938 mistrzostwo Polski. Dwa dni po wybuchu II wojny światowej niemieckie władze okupacyjne zlikwidowały Ruch, natomiast w listopadzie powołały w jego miejsce Bismarckhütter SV, w którym grała część przedwojennych piłkarzy klubu, wśród których był Skrzypiec. W barwach Bismarckhütter SV zadebiutował 19 listopada 1939 roku w przegranym 1:2 meczu przeciwko Turn-und Sport Lipine. Pod koniec wojny osiedlił się w Niemczech, gdzie pracował wcześniej na przymusowych robotach.

## Statystyki klubowe
| Sezon | Klub         | Liga   | Liga krajowa | Liga krajowa |
| ----- | ------------ | ------ | ------------ | ------------ |
| Sezon | Klub         | Liga   | Mecze        | Bramki       |
| 1938  | Ruch Chorzów | I Liga | 8            | 0            |
| 1939  | Ruch Chorzów | I Liga | 13           | 0            |
| Razem | Razem        | Razem  | 21           | 0            |

## Sukcesy

### Ruch Chorzów
- Mistrzostwo Polski w sezonie 1938